# 1985 في إسبانيا
فيما يلي قوائم الأحداث التي وقعت خلال عام 1985 في إسبانيا.

## سياسة

### تعيين في المنصب
- 1 مايو – ألفريدو بيريث روبالكابا مدير عام التدريس الجامعي.
- 5 يوليو – خافيير سولانا المتحدث باسم الحكومة الإسبانية [الإنجليزية]‏.

## رياضة
- 1 يناير – طواف إسبانيا 1985

## برامج ومسلسلات وأنمي
- حكيم الأقزام

## مواليد

### يناير
- 5 يناير – خورخي ألونسو لاعب كرة قدم إسباني.
- 5 يناير – ميرثيديس بيريس سبّاحة إسبانية.
- 8 يناير – فيرناندو فيلاسكو سالازار لاعب كرة قدم إسباني.
- 9 يناير – خوانفران لاعب كرة قدم برازيلي.
- 12 يناير – بورخا فاليرو لاعب كرة قدم إسباني.
- 14 يناير – بورخا دل روساريو لاعب كرة قدم إسباني.
- 15 يناير – باربرا جونثاليث
- 19 يناير – أنطونيو توماس لاعب كرة قدم إسباني.
- 20 يناير – خوان أندريو لاعب كرة يد إسباني.
- 21 يناير – رودريغو سان ميغيل لاعب كرة سلة إسباني.
- 23 يناير – خوسيه روميرو خيمينيث لاعب كرة قدم إسباني.
- 24 يناير – خيسوس أولمو لاعب كرة قدم إسباني.
- 29 يناير – مارك جاسول لاعب كرة سلة إسباني.
- 30 يناير – أنطونيو بيللو لاعب كرة قدم إسباني.

### فبراير
- 5 فبراير – أنطونيو سانشيز لاعب كرة قدم إسباني.
- 9 فبراير – ألبرتو غارسيا لاعب كرة قدم إسباني.
- 9 فبراير – سيرجيو دياز لاعب كرة قدم إسباني.
- 15 فبراير – بيدرو كنتريراس لاعب كرة قدم إسباني.
- 15 فبراير – فيكتور توماس لاعب كرة يد إسباني.
- 17 فبراير – يون فيليز لاعب كرة قدم إسباني.
- 18 فبراير – لايا كوستا ممثلة إسبانية.
- 22 فبراير – باليرو ريبيرا فولتش لاعب كرة يد إسباني.
- 25 فبراير – نوزيت أليمان لاعب كرة قدم إسباني.
- 26 فبراير – فرناندو يورينتي لاعب كرة قدم إسباني.
- 27 فبراير – جوان لازكرز
- 28 فبراير – فيكتور كاساديسوس لاعب كرة قدم إسباني.

### مارس
- 5 مارس – أرنو بروجوز دافي لاعب كرة مضرب إسباني.
- 9 مارس – سيرخيو سيريو لاعب كرة قدم إسباني.
- 10 مارس – كارلوس روسجا لاعب كرة يد إسباني.
- 11 مارس – دانيال بازكيز إيفوي لاعب كرة قدم غيني استوائي.
- 12 مارس – ماكارينا أغيلار لاعبة كرة يد إسبانية.
- 15 مارس – خافيير غاريدو لاعب كرة قدم إسباني.
- 19 مارس – بياتريس فرنانديز لاعبة كرة يد إسبانية.
- 22 مارس – لوريانو سانابريا رويز لاعب كرة قدم إسباني.
- 30 مارس – خوليو هورميغا لاعب كرة قدم إسباني.
- 31 مارس – هيكتور سانتشيز كابريرا لاعب كرة قدم إسباني.

### أبريل
- 3 أبريل – نوريا بينزال لاعبة كرة يد إسبانية.
- 4 أبريل – رودي فرنانديز لاعب كرة سلة إسباني.
- 4 أبريل – غابرييل غوميز رومان لاعب كرة قدم إسباني.
- 9 أبريل – رافاييل لوبيز غوميز لاعب كرة قدم إسباني.
- 10 أبريل – خيسوس غاميز لاعب كرة قدم إسباني.
- 11 أبريل – بابلو هيرنانديز لاعب كرة قدم إسباني.
- 24 أبريل – إسماعيل فالكون لاعب كرة قدم إسباني.
- 24 أبريل – كارلوس بيلفيس لاعب كرة قدم إسباني.
- 26 أبريل – إيرنيستو غوميز لاعب كرة قدم إسباني.

### مايو
- 12 مايو – خايمي غافيلان لاعب كرة قدم إسباني.
- 13 مايو – خافيير بالبوا لاعب كرة قدم إسباني.
- 15 مايو – ساؤول بلانكو لاعب كرة سلة إسباني.
- 17 مايو – خافيير تشيكا لاعب كرة قدم إسباني.
- 19 مايو – جون كورتاخارينا
- 20 مايو – أنخيل رودريغز متسابق دراجات نارية إسباني.
- 24 مايو – خوردي غوميز لاعب كرة قدم إسباني.
- 27 مايو – روبيرتو سولدادو لاعب كرة قدم إسباني.
- 28 مايو – روي دا غراسيا لاعب كرة قدم إسباني.

### يونيو
- 1 يونيو – دافيد لازارو لاعب كرة قدم إسباني.
- 5 يونيو – روبن دي لاريد لاعب كرة قدم إسباني.
- 7 يونيو – أليكس برغانتينيوس لاعب كرة قدم إسباني.
- 8 يونيو – خوسيه خواكين روخاس درّاج طريق إسباني.
- 10 يونيو – دانيال سايز متسابق دراجات نارية إسباني.
- 13 يونيو – ألبرتو زاباتير لاعب كرة قدم إسباني.
- 22 يونيو – ألان بارو لاعب كرة قدم إسباني.
- 28 يونيو – خوان كارلوس باديلا لاعب كرة قدم إسباني.

### يوليو
- 16 يوليو – ابراهام غونزاليس لاعب كرة قدم إسباني.

### أغسطس
- 1 أغسطس – مارينا ألاباو
- 4 أغسطس – أليكسيس روانو ديلغادو لاعب كرة قدم إسباني.
- 7 أغسطس – دانييل خيمنو ترافير لاعب كرة مضرب إسباني.
- 20 أغسطس – ألفارو نيغريدو لاعب كرة قدم إسباني.
- 21 أغسطس – نيكولاس ألماغرو لاعب كرة مضرب إسباني.

### سبتمبر
- 4 سبتمبر – راؤول ألبيول لاعب كرة قدم إسباني.
- 16 سبتمبر – خافيير فوريس متسابق دراجات نارية إسباني.
- 18 سبتمبر – بروليو نوبريغا لاعب كرة قدم إسباني.
- 18 سبتمبر – كارلوس كالفو سوبرادو لاعب كرة قدم إسباني.
- 24 سبتمبر – جوناثان سوريانو لاعب كرة قدم إسباني.
- 24 سبتمبر – مايكل غونزالز مارتنيز لاعب كرة قدم إسباني.
- 29 سبتمبر – داني بيدروسا متسابق دراجات نارية إسباني.

### أكتوبر
- 2 أكتوبر – سيزار ريمون لاعب كرة قدم إسباني.
- 4 أكتوبر – جوسيبا غارمينديا لاعب كرة قدم إسباني.
- 10 أكتوبر – أنطونيو بيدرا درّاج طريق إسباني.
- 13 أكتوبر – روبين كروز لاعب كرة قدم إسباني.
- 15 أكتوبر – كريستيان فيرنانديز سالاس لاعب كرة قدم إسباني.
- 28 أكتوبر – أدريان مينينديز ماسيراس لاعب كرة مضرب إسباني.

### نوفمبر
- 8 نوفمبر – ميغيل ماركوس ماديرا لاعب كرة قدم إسباني.
- 11 نوفمبر – إيفان بيريز
- 14 نوفمبر – إلينا غوميث سيرفيرا لاعبة جمباز فني إسبانية.
- 21 نوفمبر – خيسوس نافاس لاعب كرة قدم إسباني.
- 22 نوفمبر – أيوزي غارسيا بيريز لاعب كرة قدم إسباني.

### ديسمبر
- 2 ديسمبر – البيرتو ديلا بيلا لاعب كرة قدم إسباني.
- 4 ديسمبر – خافي لارا لاعب كرة قدم إسباني.

## وفيات

### يناير
- 15 يناير – سلفادور كاردونا (مواليد 1901)
- 18 يناير – سانتياغو أورتيزبيريا (مواليد 1909) لاعب ومدرب كرة قدم إسباني.
- 24 يناير – دالماثيو لانغاريكا (مواليد 1919) درّاج طريق إسباني.

### فبراير
- 4 فبراير – رامون لورنس (مواليد 1906)
- 11 فبراير – فيكتور بالومو (مواليد 1948)

### أبريل
- 12 أبريل – فسنتي ساسوت (مواليد 1918) لاعب كرة قدم إسباني.

### مايو
- 14 مايو – ماريا لويزا إسكوبار (مواليد 1903) فنانة فنزويلية.

### يوليو
- 5 يوليو – باولينو أوزكودون (مواليد 1899) ملاكم إسباني.

### ديسمبر
- 13 ديسمبر – أنطونيو طوبار (مواليد 1911)